# Gestion d'aire de trafic

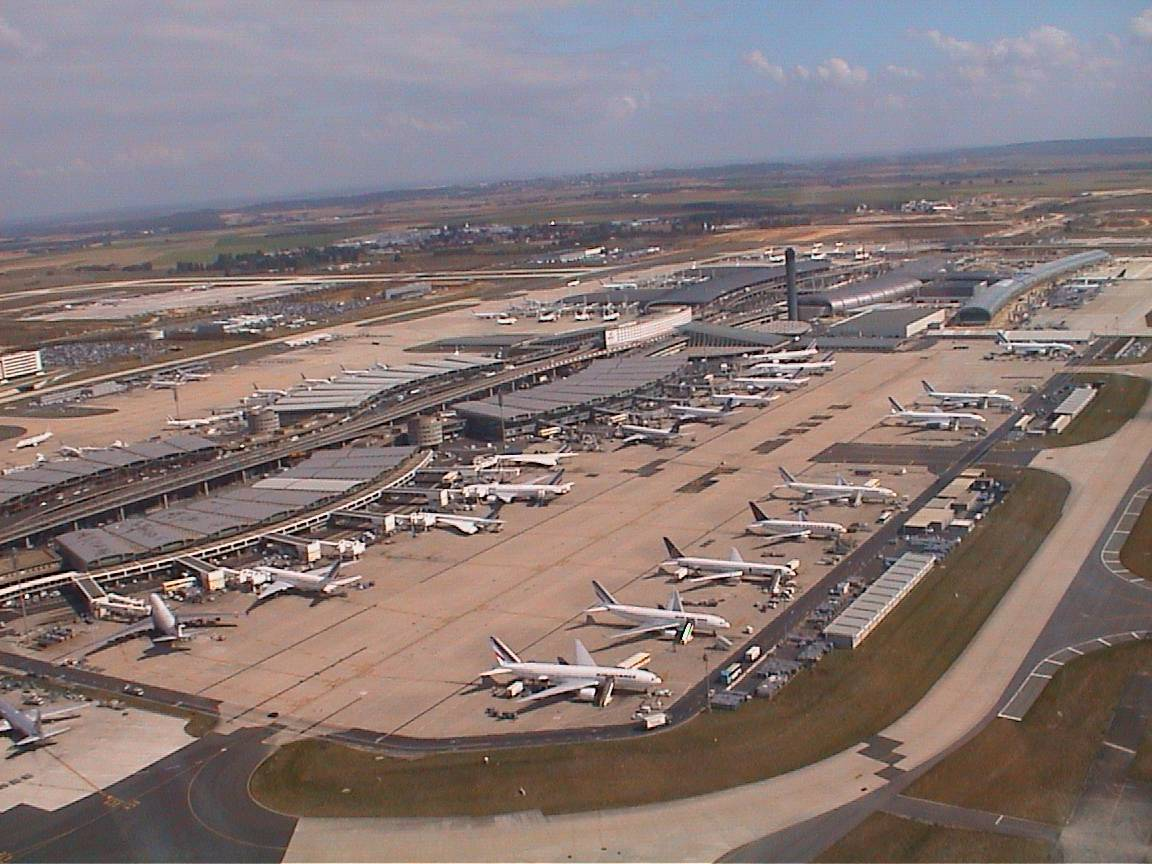
Aire de trafic de l'aéroport de Paris-Charles-de-Gaulle.

Sur un aérodrome, un service de gestion d'aire de trafic est fourni pour assurer la régulation des activités et des mouvements des aéronefs et des véhicules sur l'aire de trafic, dans sa totalité ou en partie.

## Généralités
L'aire de trafic est la partie d'un aérodrome destinée à l'embarquement et au débarquement des passagers, au chargement et au déchargement du fret, au ravitaillement en carburant, à l'entretien courant, à la maintenance et au stationnement des aéronefs.
On identifie deux types de voies sur une aire de trafic :
1. La voie de circulation d'aire de trafic; elle est destinée à matérialiser un parcours permettant de traverser cette aire.
2. La voie d'accès au poste de stationnement d'aéronef(ou point de parking).

Le service de contrôle de la circulation aérienne d'un aérodrome porte sur l'ensemble de l'aire de manœuvre (constituée des pistes et des voies de circulation), mais aucune instruction spécifique relative à ce service ne s'applique à l'aire de trafic.
L'OACI recommande donc, lorsque le volume de trafic et les conditions d'exploitation le justifient, qu'un service approprié de gestion d'aire de trafic soit fourni, par un organe ATS (Air Trafic Services) d'aérodrome ou par une autre administration aéroportuaire. 
Le but est donc d'assurer :
- la régulation des mouvements afin de prévenir les collisions entre les aéronefs ou entre un aéronef et un obstacle;
- la régulation de l'entrée des aéronefs sur l'aire de trafic et, en liaison avec la tour de contrôle, la coordination des mouvements des aéronefs qui quittent cette aire;
- la sécurité et la rapidité des mouvements des véhicules et la régulation des autres activités selon les besoins;

Le service de gestion d'aire de trafic ne relève pas du domaine du service du  contrôle de la circulation aérienne. Sur une aire de trafic, les pilotes et les chauffeurs sont responsables de leur anti-collision.

## La vigie trafic de l'aéroport Paris-Charles-de-Gaulle
La position qui rend le service de gestion d'aire de trafic sur l'aéroport est appelée la vigie trafic (VT).
Cette position est tenue par des techniciens supérieurs des études et de l'exploitation de l'aviation civile (TSEEAC). Ceux-ci travaillent au sein de la direction des services de la navigation aérienne (DSNA), prestataire de service de la DGAC.
Elle est unique en France ; son existence sur l'aéroport de Paris-Charles-de-Gaulle étant justifiée par l'importance des mouvements, par l'étendue de ses aires de trafic et par son fonctionnement en plate-forme de correspondance (ou hub). 
Pour diminuer le nombre d’avions à gérer par le  contrôleur sol, des positions stratégiques de vigie trafic ont été déployées sur la plate-forme. Elles sont actives de 06h30 à 00H00 locales. En dehors de ces horaires, le trafic étant très faible, la gestion des aires de trafic est relayée au contrôle sol.
À CDG, pour l'instant, ce service est rendu uniquement aux avions circulant sur les voies de circulation des aires de trafic du terminal 2.
L'aéroport comporte actuellement deux vigies trafic :
- La vigie trafic tour sud, en service depuis le 16/02/1999, gère les aires A, B, C, D, E et F.
- La vigie trafic tour est, en service depuis le 01/09/2008, gère les aires J (terminal régional T2G), K et L.

Cependant, un étage vigie trafic a été prévu dans la tour nord dans le cas d’un éventuel déploiement d’une position à l’avenir.
Au total, les aires gérées par la vigie trafic englobent plus de 150 postes de stationnement.

### Rôle et responsabilités
Le service de gestion d'aire de trafic est totalement intégré dans la chaîne du contrôle d’aérodrome et s’effectue sous l’autorité du chef de tour en étroite collaboration avec le contrôle Sol.
L'agent vigie trafic assiste le pilote ou le convoyeur (pour les avions tractés ou les convois de véhicules) en vue de l'aider à assurer sa propre prévention des collisions.
Il doit gérer :
- les avions au départ, voulant repousser des postes de stationnement. Les avions ne disposent pas de "marche arrière". Le repoussage est donc la manœuvre qui consiste, à l'aide d'un tracteur que l'on connecte à la roulette de nez de l'avion, à pousser ce dernier et à l'aligner sur une voie. Une fois le tracteur déconnecté, l'avion roule aux moteurs.
- les avions ayant repoussé et désirant commencer le roulage sur l’aire de trafic avant d’être transférés au contrôleur Sol
- les avions à l’arrivée, transférés par le contrôleur Sol, à destination de leur poste de stationnement
- les avions tractés, transférés par le contrôleur sol, à destination d’un poste de stationnement pour un vol commercial futur : mise en place d’un avion.

L'agent vigie trafic est un expert de l’environnement complexe des aires de trafic, des procédures très particulières d’utilisation de certaines voies de circulation et des contraintes liées au fonctionnement d’un hub tel que CDG. Il propose aux pilotes des modes d'intégration sur les voies de circulation et des cheminements de roulage, à la fois plus adaptés et plus sûrs, pour aborder l’aire de manœuvre ou rejoindre le poste de stationnement, souvent très éloignés l'un de l'autre.
La gestion du trafic dépend fortement du sens de décollage/atterrissage des avions (on appelle cela la configuration). En effet, les sens de repoussage et de roulage sont différents selon la configuration.
La vigie trafic se révèle particulièrement utile pendant les vagues de départs ou d'arrivées car elle enlève une charge de travail considérable au contrôleur sol. Elle permet parallèlement de faire fonctionner le hub d'Air France.

### Méthodes de travail
Les méthodes de travail de la vigie trafic sont quasiment identiques à celles employées dans le Contrôle du trafic aérien : 
- Radiotéléphonie (communément appelée fréquence); l'indicatif d'appel de la position est "DE GAULLE trafic" en français, "DE GAULLE apron/ramp" en anglais.
- Phraséologie aéronautique,
- Strips,
- Aide radar.

Le radar sol sert d'aide pour visualiser le déplacement des avions et véhicules au sol.
Les agents vigie trafic et les contrôleurs sol (responsables de l'aire de manœuvre) effectuent, autant que cela est nécessaire, des coordinations téléphoniques pour assurer la sécurité du trafic.

## Galerie

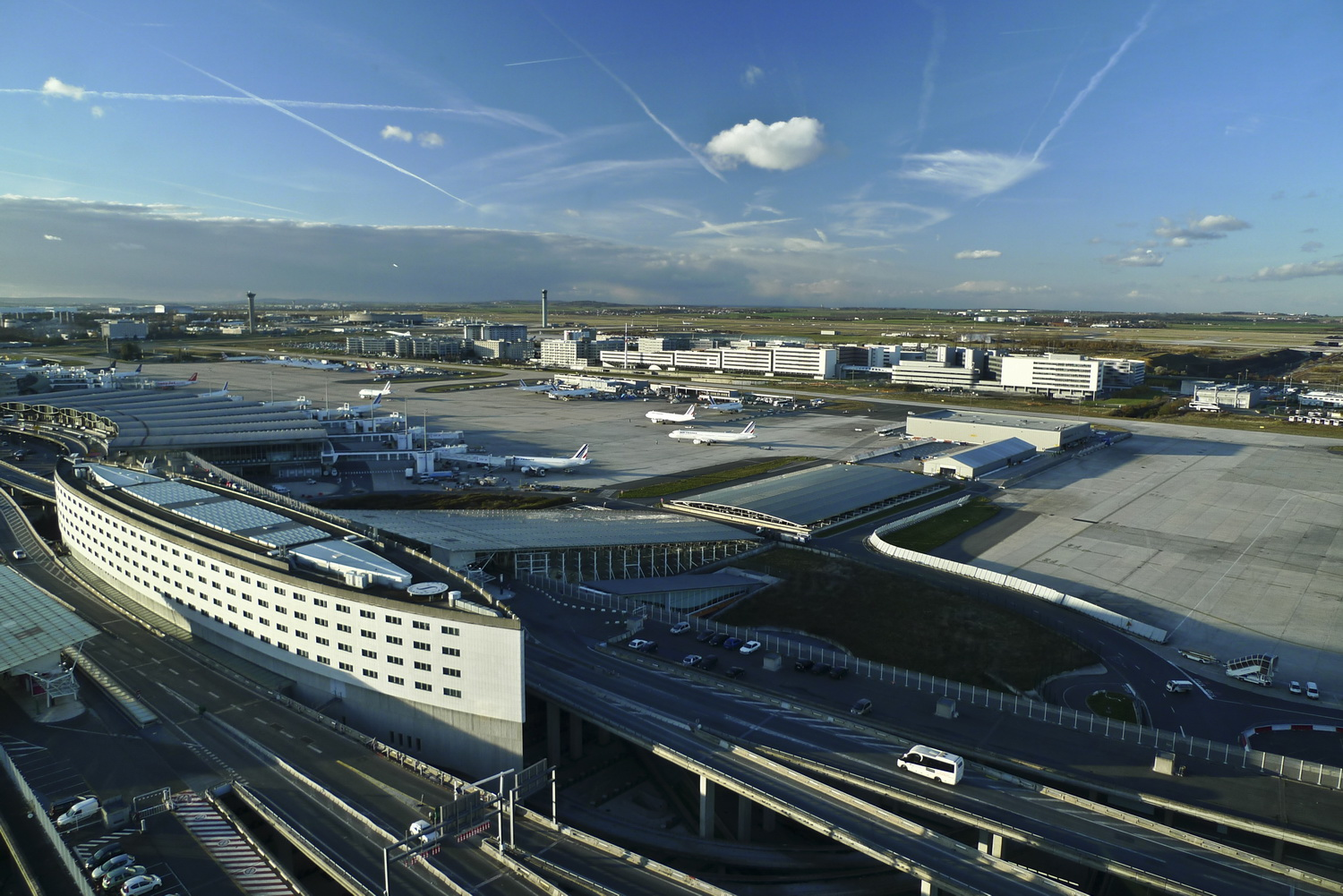
Vue des aires de trafic B et D, depuis la tour sud
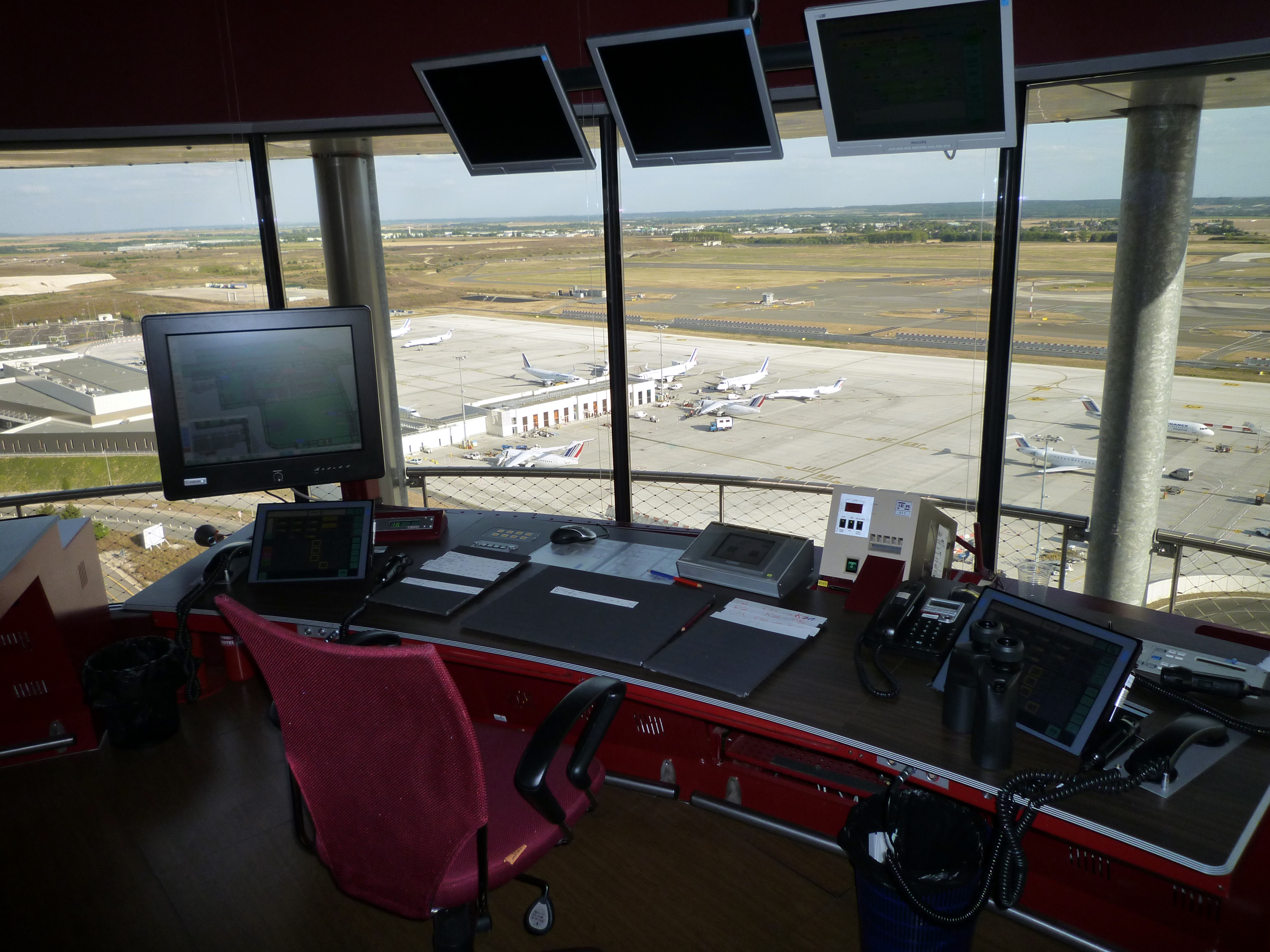
Une position de travail, à la vigie trafic est
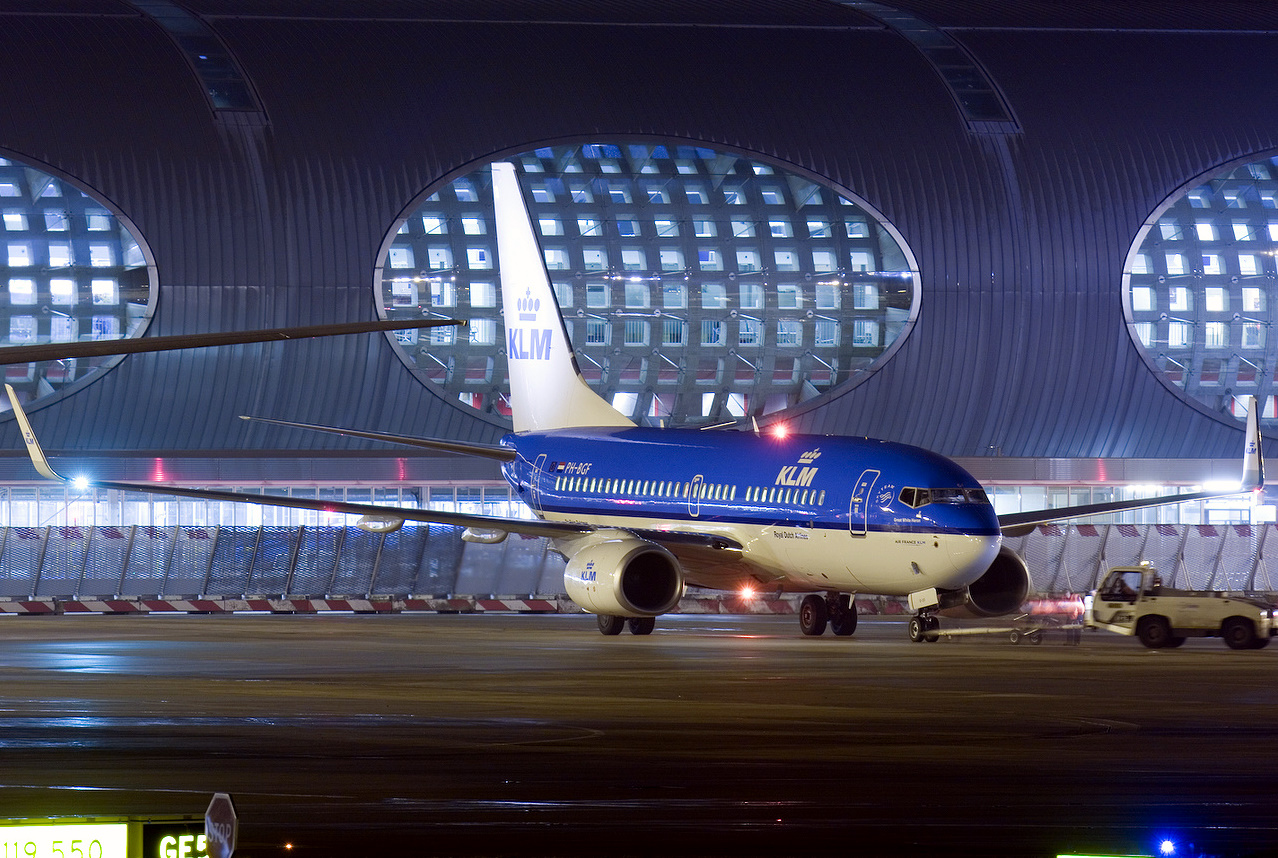
Repoussage d'un Boeing 737
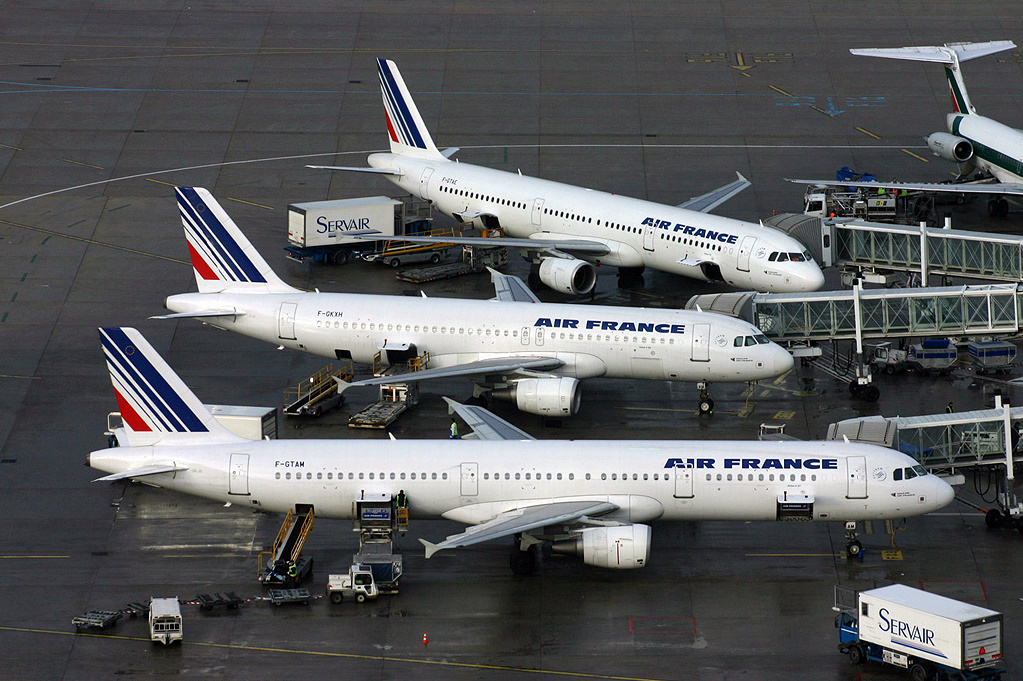
Airbus stationnés au terminal 2F
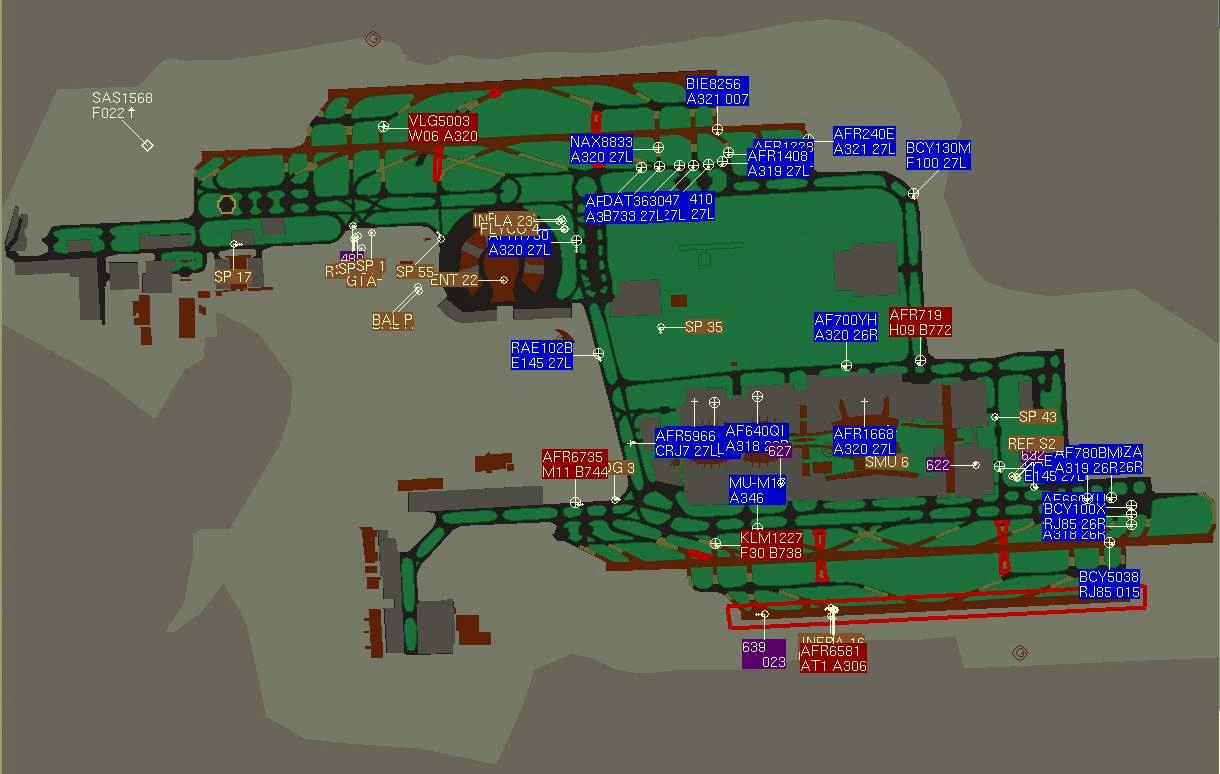
Copie d'écran du radar sol de CDG
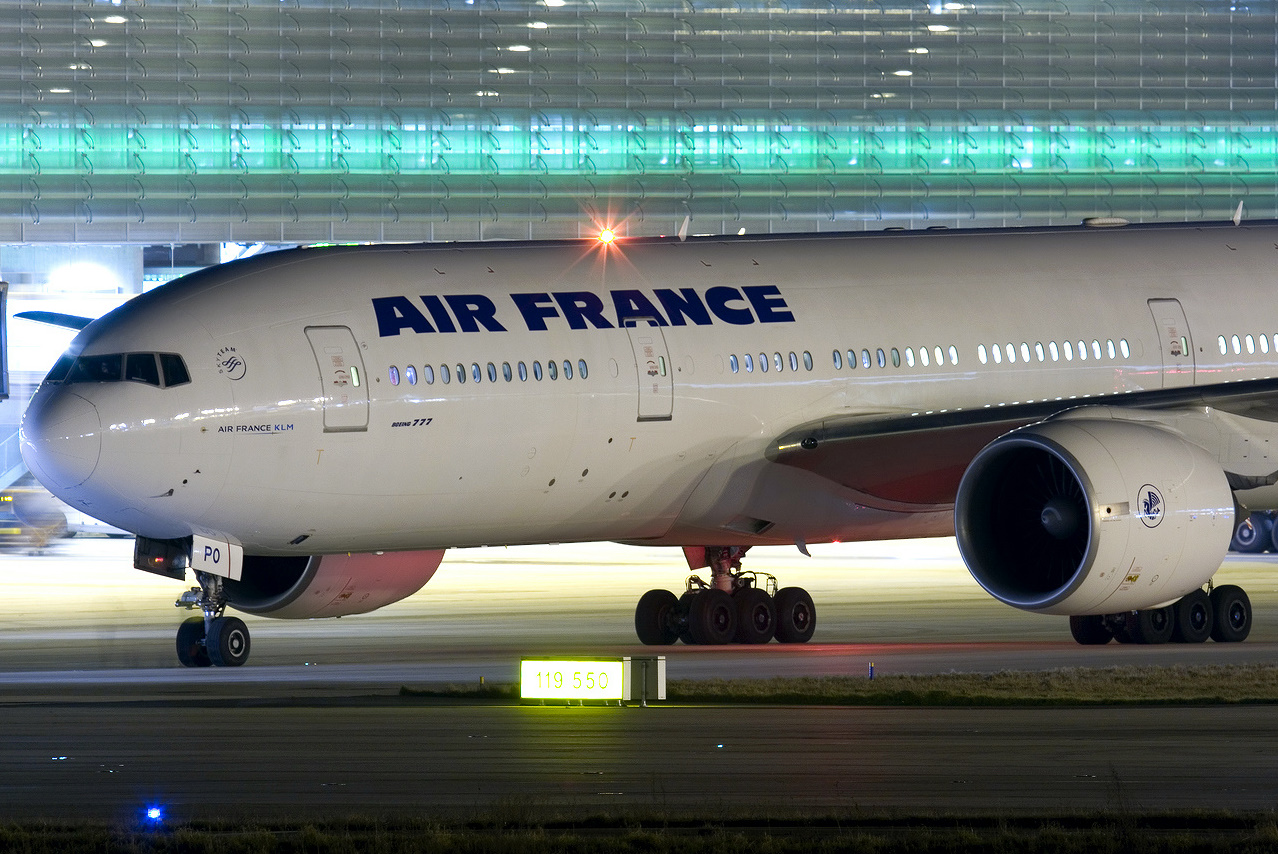
Un Boeing 777 quitte l'aire de trafic
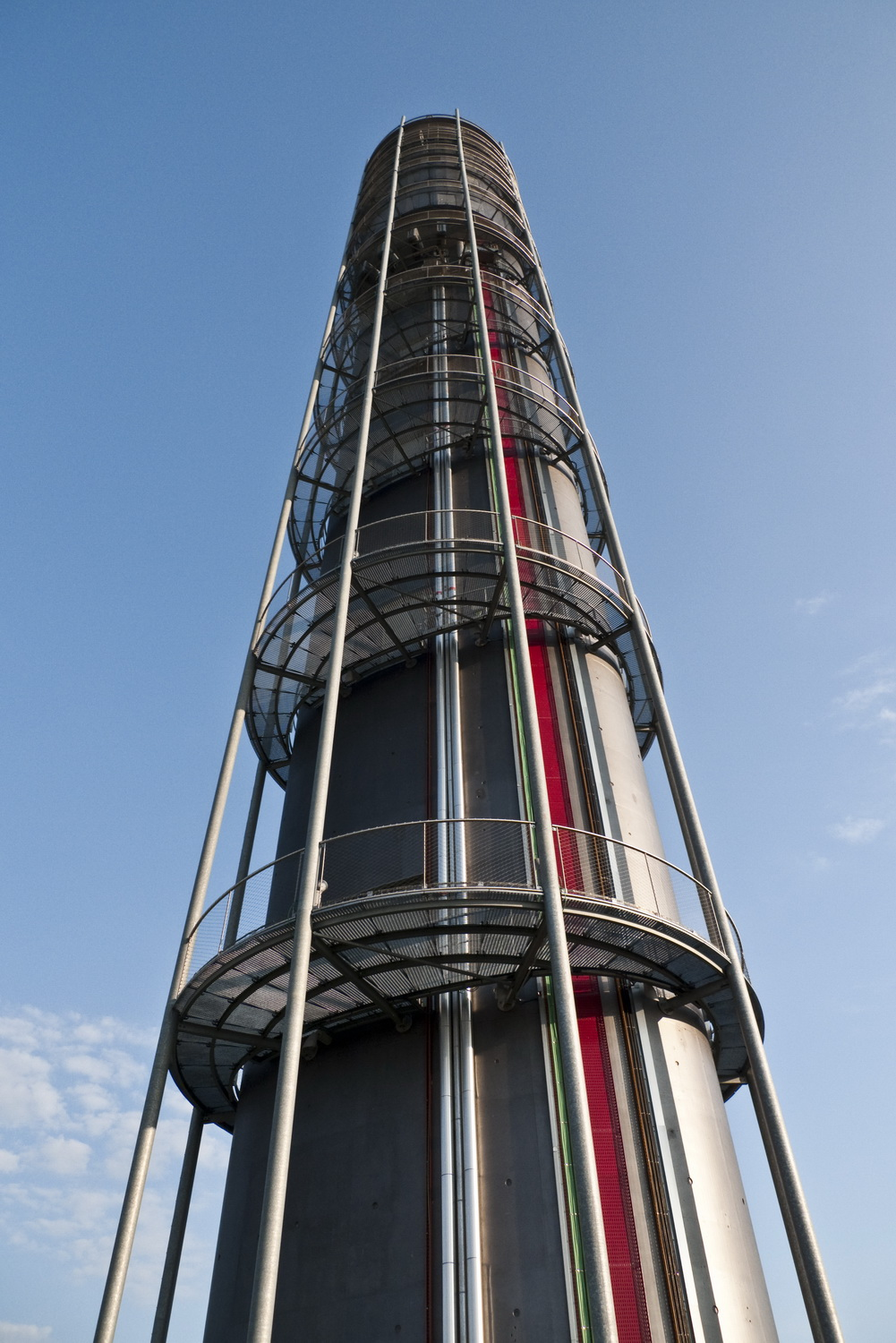
Vigie trafic est

## Pour approfondir